# سیارک ۲۱۷۵۴
سیارک ۲۱۷۵۴ (به انگلیسی: 21754 Tvaruzkova، نامگذاری:1999RZ183) بیست و یک هزار و هفتصد و پنجاه و چهارمین سیارک کشف شده‌است که در ۹ سپتامبر ۱۹۹۹ کشف شد.
قدر مطلق سیارک برابر ۱۱.۷ است.